# Hypericum grandifolium
Hypericum grandifolium är en johannesörtsväxtart som beskrevs av Jacques Denys Denis Choisy. Hypericum grandifolium ingår i släktet johannesörter, och familjen johannesörtsväxter. Inga underarter finns listade i Catalogue of Life.

## Bildgalleri

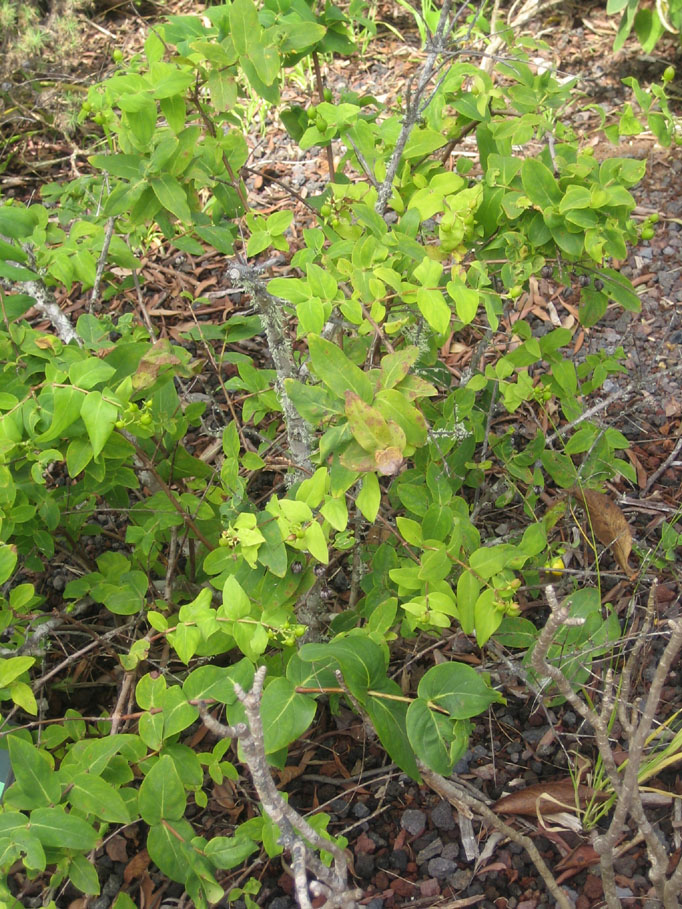